# 亞斯納波利亞納 (蘇梅州)
52°13′46″N 33°48′18″E / 52.22944°N 33.80500°E
亞斯納波利亞納（烏克蘭語：Ясна Поляна）是位於烏克蘭東北部的村莊，由蘇梅州紹斯特卡區的中布達市鎮負責管轄。該村處於茲諾比夫卡河左岸，分別距離霍盧比夫卡0.5公里和大貝里茲卡1.5公里，海拔高度158米，2001年人口23。